# 奧赫特爾卡河
奧赫特爾卡河（烏克蘭語：Охтирка），是烏克蘭的河流，位於該國東北部蘇梅州，屬於沃爾斯克拉河的左支流，發源自庫德里亞韋東南面，河道全長28公里。